# Renata Vasconcellos
Renata Fernandes Vasconcellos (Rio de Janeiro, 10 de junho de 1972) é uma jornalista e ex-modelo brasileira. Trabalha no Grupo Globo desde 1996 e apresentou alguns dos principais jornalísticos da TV Globo, como Jornal Hoje, Bom Dia Brasil e Fantástico desde então. Foi uma das pioneiras que colocou no ar a GloboNews, o primeiro canal de notícias do Brasil. Atualmente é apresentadora do Jornal Nacional.

## Vida pessoal
Filha de Renato Vasconcellos e Fernanda Fernandes, Renata estudou no Colégio Santo Agostinho e formou-se em Comunicação Social pela PUC-RJ. Renata foi casada durante 13 anos com o empresário do mercado financeiro Haroldo Mac Dowell, filho da estilista Mara Mac. Eles tiveram dois filhos, Antônio e Miguel.
Atualmente é casada com Miguel Athayde, atual diretor-executivo de jornalismo da Globo.
Tem uma irmã gêmea, a estilista Lanza Mazza e um irmão, o empresário Rodrigo Vasconcellos.

## Carreira profissional
Iniciou sua carreira na televisão em 1996, na GloboNews, como apresentadora do turno vespertino do telejornal Em Cima da Hora, junto com Eduardo Grillo. Antes de ser aprovada no concurso que selecionou a equipe pioneira que fundou o canal de notícias, fez estágio em uma agência de publicidade e trabalhos como modelo, como figuração nas novelas A Próxima Vítima e História de Amor e campanhas da Coca-Cola e da Chanel.
Ainda na GloboNews, Renata apresentou grandes coberturas, como a vinda do Papa João Paulo II ao Brasil, a morte da princesa Diana e a libertação da residência do embaixador japonês no Peru. Nesses casos, que ocorreram em 1997, ficou horas seguidas no ar narrando os acontecimentos. A primeira reportagem de sua carreira, e que também marcou a sua primeira aparição na Rede Globo, foi sobre uma exposição do estilista Yves Saint Laurent. Antes de se dedicar ao jornalismo, Renata também estudou moda e usou alguns dos seus conhecimentos sobre o assunto nesta matéria. Posteriormente, foi convidada para apresentar eventualmente o Jornal Hoje aos sábados, em 1997. Durante um período de "troca de cadeiras" entre o Jornal Hoje, Jornal Nacional e o Jornal da Globo, assumiu, entre a saída de Mônica Waldvogel e a entrada de Sandra Annenberg, a ancoragem e chefia do JH por um breve período. Três anos depois, apresentou no Fantástico um quadro sobre serviços ao consumidor.
Em dezembro de 2002, sucedendo Leilane Neubarth, assumiu o Bom Dia Brasil, primeiro ao lado de Renato Machado (por  oito anos) e, a partir de setembro de 2011, ao lado de Chico Pinheiro. Renata comandou por seis anos o quadro Coisas do Gênero, sobre comportamento feminino. Em 2011, junto com Renato Machado e com ajuda de comentaristas convidados, apresentou uma edição especial do Bom Dia mostrando todos os detalhes da cerimônia do casamento do príncipe William com Kate Middleton.
Em 2005, entrou para o rodizio de apresentadores eventuais do Jornal Nacional, na vaga deixada por Ana Paula Padrão. Em janeiro de 2011, cobria as férias de Fátima Bernardes quando ocorreu a maior tragédia de causa climática da história do Brasil, na região serrana do Rio de Janeiro. Renata ancorou o JN por dois dias direto de Teresópolis, cenário da destruição. Em janeiro de 2013, Renata substituíra Patricia Poeta quando se deu a segunda maior tragédia por incêndio do país, o incêndio na boate Kiss, que matou 242 pessoas. No dia seguinte, Renata apresentou o telejornal do estúdio e William Bonner, direto de Santa Maria.
Em julho de 2013, durante a visita do Papa Francisco ao Brasil, para a Jornada Mundial da Juventude, Renata participou das transmissões ancorando flashes durante a programação da Rede Globo. Em 6 de outubro de 2013, assumiu a apresentação do Fantástico, fazendo dupla com Tadeu Schmidt, substituindo Renata Ceribelli e Zeca Camargo. Sete meses depois, o programa sofreu uma grande reforma de formato, apostando mais no dinamismo e na interação com o público em um cenário high-tech que passou a ser integrado a redação.
Em 3 de novembro de 2014, estreou no Jornal Nacional como editora-executiva e apresentadora titular ao lado de William Bonner e sucedendo Patricia Poeta. No telejornal noturno, Renata voltou a fazer a descontraída e dinâmica dupla com Chico Pinheiro, durante ausências de William Bonner.

## Filmografia
| Ano           | Título          | Emissora  | Cargo         |
| ------------- | --------------- | --------- | ------------- |
| 1996–02       | Em Cima da Hora | GloboNews | Apresentadora |
| 1998          | Jornal Hoje     | TV Globo  | Apresentadora |
| 2001–04       | Fantástico      | TV Globo  | Repórter      |
| 2002–13       | Bom Dia Brasil  | TV Globo  | Apresentadora |
| 2013–14       | Fantástico      | TV Globo  | Apresentadora |
| 2014–presente | Jornal Nacional | TV Globo  | Apresentadora |

## Prêmios e indicações
| Ano  | Prêmio              | Categoria                                 | Resultado | Ref.   |
| ---- | ------------------- | ----------------------------------------- | --------- | ------ |
| 2009 | Prêmio Comunique-se | Âncora de TV                              | Venceu    | [ 17 ] |
| 2011 | Prêmio Comunique-se | Âncora de TV                              | Venceu    | [ 17 ] |
| 2013 | Prêmio Comunique-se | Âncora de TV                              | Venceu    | [ 17 ] |
| 2013 | Prêmio Comunique-se | Mestre do Jornalismo                      | Venceu    | [ 18 ] |
| 2014 | Prêmio F5           | Apresentadora do Ano (jornalismo/esporte) | Indicado  | [ 19 ] |
| 2014 | Melhores do Ano     | Melhor do Jornalismo                      | Indicado  | [ 20 ] |
| 2015 | Melhores do Ano     | Melhor Jornalista                         | Venceu    | [ 21 ] |
| 2017 | Melhores do Ano     | Melhor Jornalista                         | Indicado  | [ 22 ] |
| 2018 | Melhores do Ano     | Melhor Jornalista                         | Indicado  | [ 23 ] |
| 2019 | Melhores do Ano     | Melhor Jornalista                         | Indicado  | [ 24 ] |
| 2021 | Melhores do Ano     | Melhor Jornalista                         | Venceu    | [ 25 ] |